# Alekszandr Vikentyjevics Szkvorcov
Alekszandr Vikentyjevics Szkvorcov, oroszul: Александр Викентьевич Скворцов (Gorkij, 1954. július 28. – Moszkva, 2020. február 4.) olimpiai és háromszoros világbajnok szovjet válogatott orosz jégkorongozó.

## Pályafutása
Az 1980-as Lake Placid-i olimpián ezüst-, az 1984-es szarajevóin aranyérmes lett a szovjet válogatott tagjaként. 1979-ben, 1981-ban és 1983-ban világbajnok, 1985-ben világbajnoki bronzérmes volt a szovjet csapattal. 1990-ben a Ferencváros játékosa lett. 1990 októberében egy edzésen szemsérülést szenvedett, ezért a bajnokságban már nem szerepelhetett.

## Sikerei, díjai
- Olimpiai játékok
  - aranyérmes: 1984, Szarajevó
  - ezüszérmes: 1980, Lake Placid
- Világbajnokság
  - aranyérmes (3): 1979, 1981, 1983
  - bronzérmes: 1985